# Segimon Pujol
Segimon Pujol (Gurb, 1668 – Folgueroles, 1759) fou un escultor català. És el primer d'una nissaga d'escultors de retaules que s'allarga en cinc generacions i onze escultors. Trobem per primer cop el seu nom en un debitori de 1693 a Manresa, on fa l'aprenentatge o el perfeccionament al taller dels Grau. Aquí entra en relació amb Josep Sunyer, mestre escultor manresà que el marca artísticament, al costat del qual treballa a Prada de Conflent (1696) i a Prats de Lluçanès de 1699 a 1702.

## Biografia
Instal·lat a Prats i casat amb Anna Maria Planes, a partir de 1701, hi té diversos fills: Josep (albat), Francesc, Maria, Josep, Segimon, i Anna, a més de Rosa que neix a Casserres de Berguedà.
D'aquesta primera etapa li coneixem els retaules de la Mare de Déu dels Àngels (1704) i el del sant Esperit (1717?) de Casserres, així com els del Roser (1709) i el de Sant Serni de Montmajor. L'any 1711 realitza la traça per al retaule major de Sant Llorenç de Morunys que va executar Joan Francesc Morató. L'any 1714 el trobem a Puigcerdà acabant el retaule de sant Eloi de Josep Sunyer. Poc després emprèn el retaule de la Mare de Déu de Coaner (1716), el del sant Crist (1717) i una imatge de sant Urbici de Serrateix. Hom li atribueix també el retaule major de Malanyeu (1714), procedent de Montmajor i el de Sant Martí de Correà (1717).
Establert a Folgueroles l'any 1721, on comprarà una casa l'any 1728, treballa des de 1720 a 1723 en el retaule major de Santa Maria de Vilanova de Sau, en el retaule major de Sant Pere de Castanyadell (1721) i en el del sant Crist de Folgueroles (1722-1724), però no abandona el contacte amb el bisbat de Solsona, ja que aixeca els retaules del Roser de Tentellatge (1725), de Pujol de Planès (1728) de Corrè (1729) i de Matamargó (1730), pactat l'any 1727, on el trobem treballant amb la col·laboració del seu fill Francesc, qualificat sovint d'arquitecte. L'any 1728, a la plana de Vic, pacta ex aequo amb el seu fill homònim el del Roser de Taradell, que haurà d'acabar plantant el seu fill Francesc (1752), i l'any 1735 Segimon Pujol, pare i fill, realitzen ex aequo el retaule de Santa Maria de Folgueroles que acaben de cobrar l'any 1740. Amb la col·laboració del seu fill Francesc novament treballa en el retaule del Sant Crist de Casserres de Berguedà (1743), en el de Sant Martí (1743) i del Roser (1746) de Montclar, i els anys 1751 i 1753 cobra deutes pendents per haver fet el retaule de sant Llop a Centelles. Jacint Verdaguer li atribueix sense datar el retaule de la Santa Cena de la Catedral de Vic. Mor a Folgueroles l'any 1759 i deixa com a hereu universal el seu net Josep Pujol i Juhí, l'escultor de l'obra magna de tota la nissaga: el retaule capella cambril de la Mare de Déu dels Colls de l'església parroquial de Sant Llorenç de Morunys.